# Мареева, Марина Евгеньевна
Мари́на Евге́ньевна Маре́ева (род. 1 августа 1960, Юрга, Кемеровская область) — российская сценаристка.

## Творческая биография
Марина Мареева окончила сценарный факультет ВГИКа (1983, мастерская Евгения Габриловича, Семён Лунгина). В кино дебютировала в 1992 году, когда на экраны вышел фильм «Отшельник» (режиссёр Борис Токарев), снятый по её сценарию.
Российско-украинская картина «Принцесса на бобах» (1997, режиссёр Виллен Новак), представляющая собой «новую версию сказки о Золушке», была отмечена призами разного достоинства. Во время работы над фильмом, Мареева представила свой сценарий на Конкурсе сценариев и синопсисов «Надежда» (1993) и получила первую премию за лучший сценарий. За эту же работу она также получила приз за лучший сценарий на Кинофестивале русских фильмов в Онфлёре (1997).
Вячеслав Басков в газете «Культура» (14 августа 1997 года) написал, что сценарий фильма, написанный Мариной Мареевой, способен поразить зрителя, отметив его «начало с вранья» и «конец враньём», а также добавленную сцену с устроенным дебошем возле запертой двери частного ресторана «Валдай». По мнению обозревателя Сергея Лаврентьева («Искусство кино»; № 1, 1998), сценарий картины является главным и основным, определяющим её достоинства. В 1999 году в московском издательстве «Вагриус» вышел одноимённый роман.
Весьма обширную дискуссию в СМИ вызвал следующий фильм по сценарию Марины Мареевой — «Тоталитарный роман» (1998, режиссёр Вячеслав Сорокин), воплощающий историю любви столичного диссидента (Сергей Юшкевич) и сотрудницы провинциального Дворца культуры (Галина Бокашевская) конца 60-х годов. Игорь Манцов отметил, что сценаристка «идёт по поводу у постсоветской риторики, проецируя на внутренний мир Нади интеллигентские представления о жизни и преувеличивает драматизм переживаний героини».
Зара Абдуллаева в отзыве о фильме («Сеанс», № 17/18, 1999) охарактеризовала «Тоталитарный роман» как «советское кино по антисоветскому сценарию в копии несоветского времени». По её мнению, поздние шестидесятые в постхуциевскую эпоху не были осмыслены. Нина Цыркун отметила, что история, написанная Мариной Мареевой, демонстративно подчёркивает моральное превосходство женщин над мужчинами.
«Новейшая история отечественного кино», рассказывая о творчестве Мареевой, отмечает, что сценаристка предпочитает существовать в русле заповедной традиции русской культуры с интересом к заурядному и незаметному человеку. Кинокритик Евгения Леонова написала следующее:
Как правило, герой и героиня у М. М. [Марины Мареевой] принадлежат к разным социальным слоям, что создаёт дополнительное психологическое напряжение в лирическом поле её сценарной прозы. Эта проза искушает лёгкостью, на поверку являясь для режиссёров тяжёлым испытанием: простые чувства сложны для воплощения.— Евгения Леонова

## Фильмография
| Год  |    | Название               | Примечание                                        |
| ---- | -- | ---------------------- | ------------------------------------------------- |
| 1992 | ф  | «Отшельник»            | автор сценария                                    |
| 1996 | с  | «Королева Марго»       | автор сценария                                    |
| 1997 | ф  | «Принцесса на бобах»   | автор сценария                                    |
| 1998 | ф  | «Две луны, три солнца» | автор сценария                                    |
| 1998 | ф  | «Тоталитарный роман»   | автор сценария                                    |
| 2000 | ф  | «Зависть богов»        | автор сценария (совместно с Владимиром Меньшовым) |
| 2001 | тф | «Наследницы»           | автор сценария                                    |
| 2003 | с  | «Женский роман»        | автор сценария                                    |
| 2003 | ф  | «Убить вечер»          | автор сценария (совместно с Игорем Мужжухиным)    |
| 2003 | с  | «Янтарные крылья»      | автор сценария                                    |
| 2005 | тф | «Наследницы 2»         | автор сценария                                    |
| 2006 | ф  | «Кружовник»            | автор сценария                                    |
| 2006 | тф | «Снежная королева»     | автор сценария (совместно с Еленой Райской)       |
| 2007 | ф  | «Сайд-степ»            | автор сценария (совместно с Мариной Мигуновой)    |
| 2008 | с  | «Васильевский остров»  | автор сценария                                    |
| 2008 | ф  | «Трудно быть мачо»     | автор сценария (совместно с Андреем Кивиновым)    |
| 2009 | с  | «Питерские каникулы»   | автор сценария (совместно с Алиной Крупновой)     |
| 2011 | с  | «Время для двоих»      | автор сценария                                    |
| 2014 | с  | «Линия Марты»          | автор сценария                                    |
| 2014 | с  | «Татьянина ночь»       | автор сценария                                    |
| 2017 | тф | «Ковчег»               | автор сценария                                    |
| 2020 | ф  | «Мы есть. Мы рядом»    | автор сценария (совместно с Романом Балаяном)     |

## Награды
- «Принцесса на бобах» — первая премия за лучший сценарий (Конкурс сценариев и синопсисов «Надежда», 1993);
- «Принцесса на бобах» — приз за лучший сценарий (Кинофестиваль русских фильмов в Онфлёре, 1997);
- «Тоталитарный роман» — премия «Золотой Овен» за лучший сценарий (1998);
- «Тоталитарный роман» — номинация на премию «Ника» в категории «Лучшая сценарная работа» (1999)[12].